# باربارا آن اسکات
باربارا آن اسکات (انگلیسی: Barbara Ann Scott؛ ۹ مهٔ ۱۹۲۸ – ۳۰ سپتامبر ۲۰۱۲) اسکیت‌باز نمایشی اهل کانادا بود.
وی همچنین برندهٔ جوایزی همچون پیاده‌روی مشاهیر کانادا شده‌است.